# Gilles Aycelin I de Montaigut
Gilles Aycelin I de Montaigut (1252 – Avignone, 24 giugno 1318) è stato un arcivescovo cattolico francese.

## Biografia
Battezzato nella cappella di San Michele di Mauzun era figlio di Pierre II Aycelin de Montaigu, signore di Broussolière (o Bressolie), e di Adélaïde Flotte, sorella del Cancelliere di Francia Pierre Flote.
Dopo aver compiuto studi di diritto a Montpellier, divenne prevosto dell'arcivescovato di Clermont a partire dal 1285. In quello stesso anno divenne canonico a Narbonne e nel 1289 possedeva già prebende a Rouen, Bayeux, Le Puy, Billom e Orcival, oltre a tre priorati.
Chierico di corte dal 1285, egli faceva parte dei consiglieri più influenti della medesima e fece parte di ambasciate a Roma, in Inghilterra ed in Lorena.
Avendo partecipato nel 1288 a Roma ad una missione per il re di Francia Filippo IV, nel 1290 venne nominato arcivescovo di Narbona da papa Niccolò IV, prima dell'ordinazione sacerdotale, che ebbe luogo il 27 marzo dell'anno successivo a Naves da parte di Simone di Beaulieu, arcivescovo di Bourges. Partì quindi per l'Italia per ricevere il Pallio e venne consacrato ad Orvieto il 23 maggio.
Tra il 1290 ed il 1311 fece costruire il dongione del Palazzo degli Arcivescovi di Narbona, a tutt'oggi esistente. Nel 1299 egli convocò a Béziers un concilio provinciale, i cui atti furono pubblicati da Edmond Martène. Nel 1308 fondò, con l'autorizzazione del papa, una collegiata di tredici canonici a Châteldon. Si pronunciò a favore di Filippo il Bello nella controversia che questi sostenne contro papa Bonifacio VIII, dichiarò decaduto questo papa e ricorse in appello per questo nel futuro concilio. Successivamente (8 agosto 1309) venne nominato fra i commissari incaricati di esaminare la condotta dei Templari ed espresse il parere che questi ultimi non dovessero essere ascoltati nella loro difesa; per questo venne ricompensato con la carica di cancelliere che egli tenne per qualche mese.
Il 5 maggio 1311 papa Clemente V lo trasferì alla sede di Rouen, ove fece il suo ingresso il 29 agosto 1312 e dove rimase fino alla morte.
Nel 1314 fondò il Collegio di Montaigu, destinato alla creazione di borse di studio, che portò a lungo il suo nome a Parigi ed al quale lasciò in legato parte dei suoi beni. Lasciò gran parte di essi a conventi ed istituzioni religiose. Morì il 24 giugno 1318 ad Avignone, ov'era solito praticare la caccia ai benefici ecclesiastici (in un solo giorno ne aveva ottenuti ventitré che erano rimasti vacanti). La sua salma venne inumata in una tomba sita nella Cattedrale di Saint-Cerneuf de Billon. I suoi fratelli e sorelle sono sepolti nella medesima cattedrale, nei muri laterali della cappella.

## Genealogia episcopale e successione apostolica
La genealogia episcopale è:
- Cardinale Simon de Beaulieu
- Arcivescovo Gilles Aycelin I de Montaigut

La successione apostolica è:
- Vescovo Pierre de Rochefort (1300)
- Vescovo Raimundo Costa (1311)
- Vescovo Gérard de Courtonne (1313)
- Vescovo Pierre de Latili (1313)